# چمدان
جامِه‌دان، جامدان یا چَمِدان

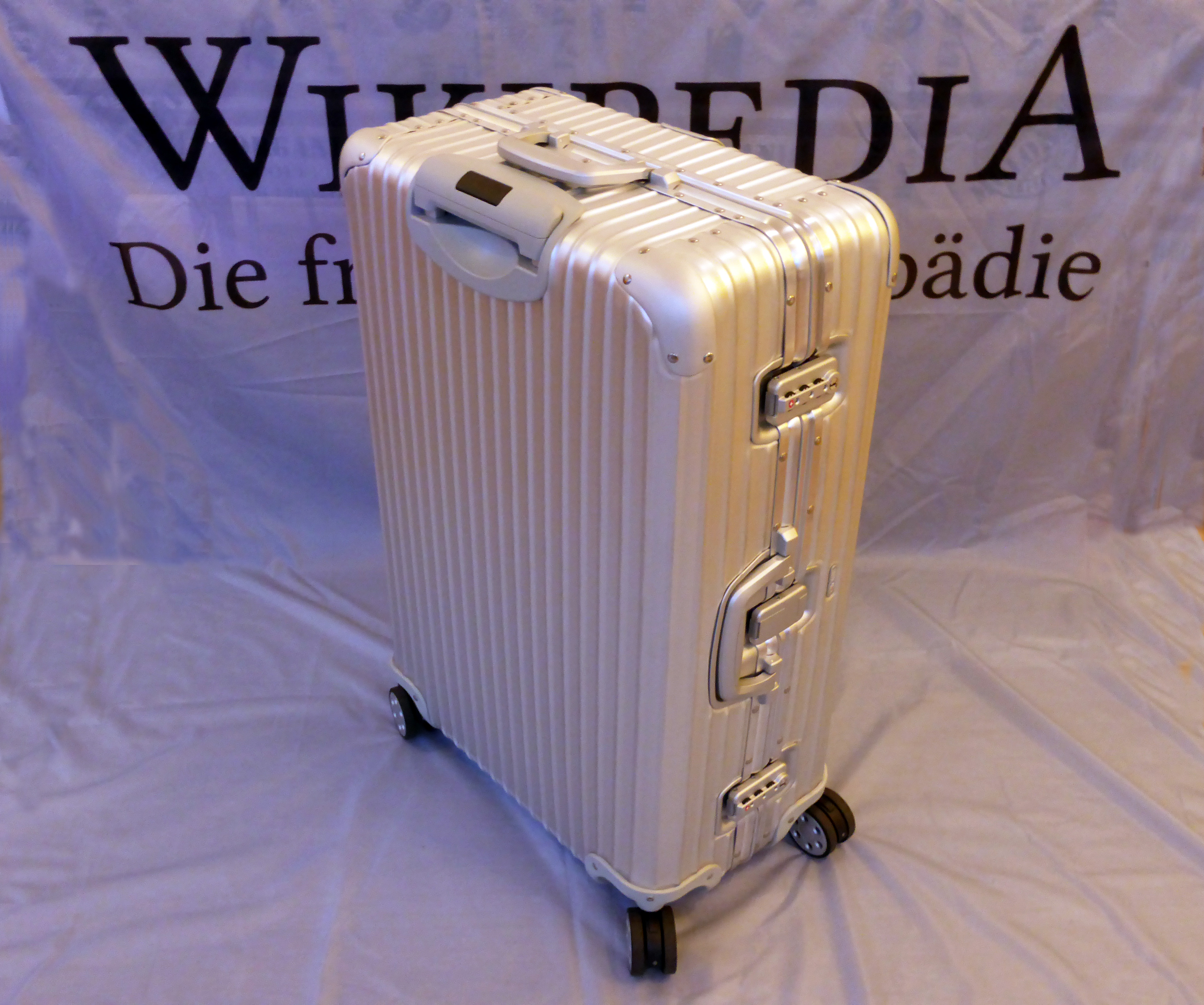
جامه‌دان

کیف بزرگ یا صندوقچه دسته‌داری را می‌گویند که رخت و جامه و وسایل شخصی فرد در آن قرار داده می‌شود. از جامه‌دان هم برای جابجایی و هم برای نگهداری رخت و جامه استفاده می‌شود.
جامه‌دان‌های امروزی معمولاً از جنس الیاف مصنوعی، فلز، پلاستیک سخت، چرم، پارچه‌های مقاوم یا ترکیبی از اینها ساخته می‌شوند. برخی جامه‌دان‌ها دارای دسته‌های بلند و برخی دارای چرخند. درب بعضی جامه‌دان‌ها نیز برای امنیت بیشتر به قفل مجهز است.

## ریشه‌شناسی
واژهٔ چمدان واگفتِ روسی واژهٔ جامه‌دان است (به روسی: Чемодан) که شاید از ریشه «جامه‌دان» بوده، در گذشته از فارسی و از طریق زبان‌های ترکی‌تبار در آسیای میانه به زبان روسی راه پیدا کرده، و در دوران معاصر به عنوان وام‌واژه از روسی به فارسی وارد شده باشد.
تعدادی از برندهای معروف چمدان عبارت است از 
Power 
Manchester
Topeuoro
Eagler
Paris
Sonada